# سیارک ۵۶۱
سیارک ۵۶۱ (به انگلیسی: 561 Ingwelde، نامگذاری:1905QG) پانصد و شصت و یکمین سیارک کشف شده‌است که در ۲۶ مارس ۱۹۰۵ و در هایدلبرگ کشف شد.
قدر مطلق سیارک برابر ۱۱٫۲۱ است.